# 4e base militaire de la Garde
La 4e base militaire de la Garde (russe : 4-я гвардейская военная база) est une importante base militaire à l'étranger des Forces armées russes stationnées sur le territoire contesté de l'Ossétie du Sud. La Russie considère l'Ossétie du Sud comme un État indépendant et justifie son déploiement militaire dans la région par un accord intergouvernemental, tandis que la Géorgie considère l'entité comme son territoire occupé par la Russie.
La base militaire est subordonnée à la 58e armée au sein du district militaire sud des forces armées russes. Ce fut la première armée d'importance stratégique dans le Caucase. La base est située dans la ville de Tskhinvali et la ville de Java.

## Histoire

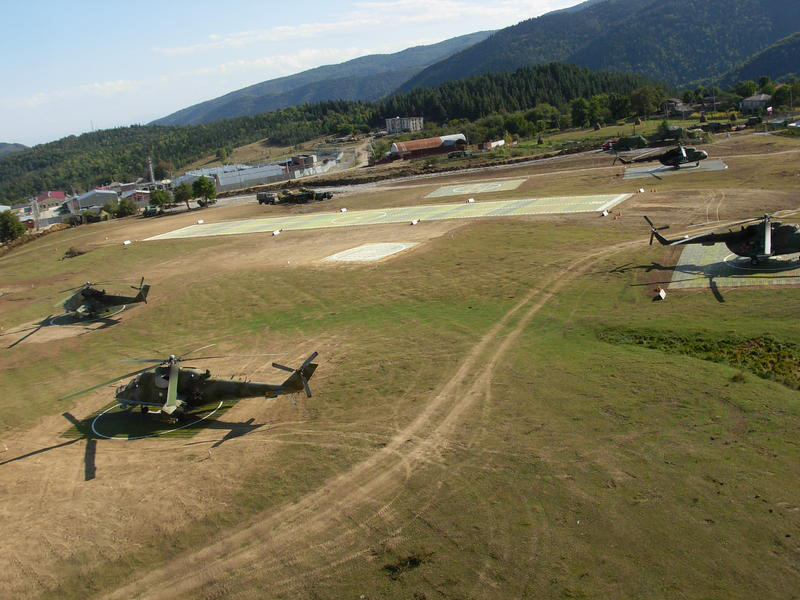
La base en septembre 2008 avant son inauguration officielle.

Après la guerre d'Ossétie du Sud de 1991-1992, une commission mixte de contrôle est créée sur la base des accords de paix de Dagomys à partir de représentants de quatre parties : la Géorgie, l'Ossétie du Sud, la Russie et l'Ossétie du Nord. De 1993 à 2008, la force mixte de maintien de la paix (composée de trois bataillons — russe, géorgien et ossète) est déployée en Ossétie du Sud. Avant la guerre de 2008, les casques bleus géorgiens qui faisaient partie de l'état-major interarmées de la commission mixte de contrôle quittent son commandement. Après la guerre russo-géorgienne, la force conjointe de maintien de la paix est dissoute. Après la reconnaissance de la république d'Ossétie du Sud par la Russie, la nécessité d'une base militaire russe permanente est jugé importante.
Depuis 2006, les autorités géorgiennes accusent l'armée russe d'avoir lancé la construction d'une importante base militaire. Les autorités ossètes revendiquent la construction d'un « camping de touristes » en réponse aux accusations. Au début de la guerre en Géorgie en 2008, selon les informations de la partie géorgienne (en particulier, selon l'opinion exprimée par le chef du ministère géorgien des affaires intérieures Vano Merabichvili), la base de Java est achevée et déjà utilisé pour le transfert et le déploiement temporaire des troupes russes. Selon Andreï Illarionov, ancien conseiller du président de la fédération de Russie, cette base est utilisée depuis 2003 pour déployer du matériel militaire russe, en partie parce que la mission d'observation de l'OSCE n'y avait pas accès.
La base est officiellement formée le 1er février 2009 sur la base des 693e (de la Garde) et 135e régiments de fusiliers motorisés de la 19e division de fusiliers motorisés, basée à Vladikavkaz. Le 7 avril 2010, le ministre russe de la Défense Anatoli Serdioukov et le ministre sud-ossète de la Défense Youri Tanaïev signent un accord sur la création d'une base militaire russe unifiée sur le territoire de l'Ossétie du Sud,. Conformément à l'accord entre la Russie et l'Ossétie du Sud, la base militaire unie comprend d'anciennes installations de maintien de la paix à Tskhinvali, un terrain d'entraînement à Dzartsem et un camp militaire à 4 kilomètres au nord de Tskhinvali. Les troupes aéroportées russes établissent également une base militaire active à l'extérieur de Java. La durée de fonctionnement de la base est prévue pour 49 ans, avec possibilité de reconduction tacite pour des périodes ultérieures de 15 ans. Le 16 décembre 2011, la 4e base militaire de la Garde reçoit l'Ordre de Saint-Georges des mains du président Medvedev. En 2012, il est prévu de former un « bataillon ossète » recruté parmi les forces armées d'Ossétie du Sud dans le cadre de la base. Le 31 mars 2017, un accord militaire est signé à Moscou, prévoyant l'intégration de parties des forces sud-ossètes dans la 4e base militaire de la Garde russe, tandis que la taille de ses contingents restants doit être convenue avec les autorités russes.

### Invasion russe de l'Ukraine en 2022
Le 16 mars 2022, les médias locaux sud-ossètes et russes rapportent que des unités de la 4e base militaire de la Garde, y compris des militaires sous contrat ossètes locaux, ont été déployées pour participer à l'invasion russe de l'Ukraine. Selon l'État-major général des forces armées ukrainiennes, les unités sont organisées en trois groupes tactiques de bataillons, avec un nombre total de 1 200 militaires russes et ossètes, pour le déploiement en Ukraine. L'envoi d'Ossètes avec les troupes russes en Ukraine est confirmé, le 20 mars 2022, par le président de l'Ossétie du Sud-Alanie Anatoli Bibilov. Celui-ci répond aux critiques en précisant que ce n'est pas lui qui a « donné l'ordre », tout en soutenant le déploiement. Le 30 mars, selon des chaînes de médias sociaux sud-ossètes, des blogueurs locaux et des politiciens tels que l'ancien président de facto Edouard Kokoïty, de nombreux militaires ossètes — jusqu'à 300, selon une source — ont abandonné les champs de bataille ukrainiens, rentrant chez eux « de leur libre arbitre ».

## Composition
- Quartier général

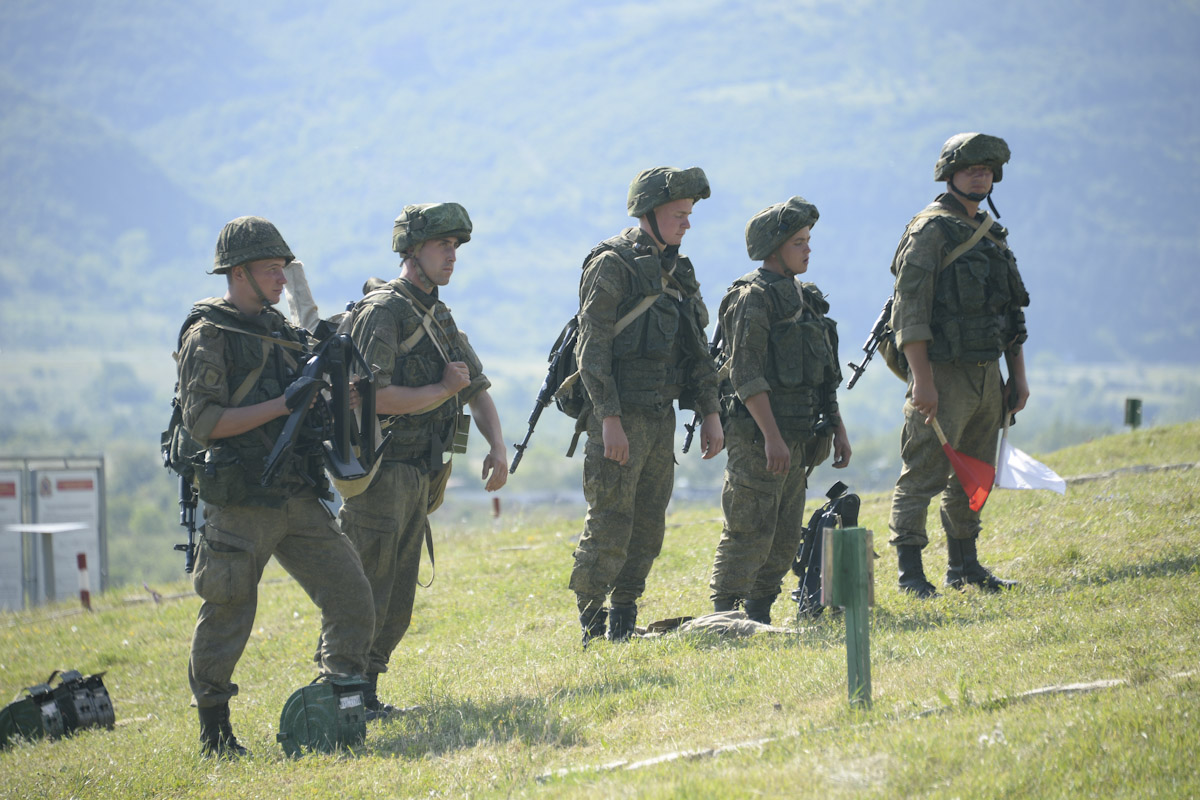
Troupes de la base militaire lors d'un exercice en 2017.

- 1er bataillon de fusiliers motorisés
- 2e bataillon de fusiliers motorisés
- 3e bataillon de fusiliers motorisés
- Bataillon des forces spéciales
- Compagnie de tireurs d'élite
- Bataillon de chars
- 1re division d'artillerie automotrice
- 2e division d'artillerie automotrice
- Division d'artillerie de roquettes
- Division d'artillerie antichar
- Division de missiles anti-aériens et d'artillerie
- Bataillon de reconnaissance
- Compagnie de drones
- Bataillon du génie
- Compagnie NBC
- Bataillon des transmissions
- Compagnie de guerre électronique
- Batterie d'artillerie
- Peloton radar
- Peloton de renseignement
- Bataillon de réparation
- Bataillon de soutien
- Compagnie de commandement
- Compagnie médicale
- Peloton d'instructeurs
- Peloton d'entraînement
- Polygone militaire
- Chorale militaire

## Commandants
- Major général Alexandre Chouchoukine (février 2009 - octobre 2013)
- Colonel Mikhaïl Polishchuk Ivanovitch (octobre 2013 - septembre 2016)
- Colonel Alexandre Kravtsov (depuis septembre 2016)